# Baszta w Olkuszu
Baszta w Olkuszu – nieznana z nazwy, jedna z kilkunastu baszt w obrębie murów miejskich Olkusza; znajduje się niedaleko Rynku i Bazyliki.

## Historia
Wzniesiona została prawdopodobnie za czasów króla Kazimierza Wielkiego w XIV wieku, podczas zamiany drewniano-ziemnych umocnień na kamienno-ceglane mury obronne. Pierwotnie funkcjonowała jako półbaszta zwieńczona krenelażem.
W XV wieku basztę rozbudowano, podwyższono i nakryto dachem. Na skutek działań górniczych jako jedna z pierwszych popadła w ruinę i została rozebrana najprawdopodobniej przed połową XVIII wieku.
Przypadkowo odkryte w 1968 roku fundamenty baszty zainspirowały działaczy Towarzystwa Miłośników Ziemi Olkuskiej i Władzę Miasta do odbudowy tego fragmentu średniowiecznych murów wraz z basztą. Projekt zrealizowano do 1971 wg koncepcji prof. Janusza Bogdanowskiego.

## Galeria

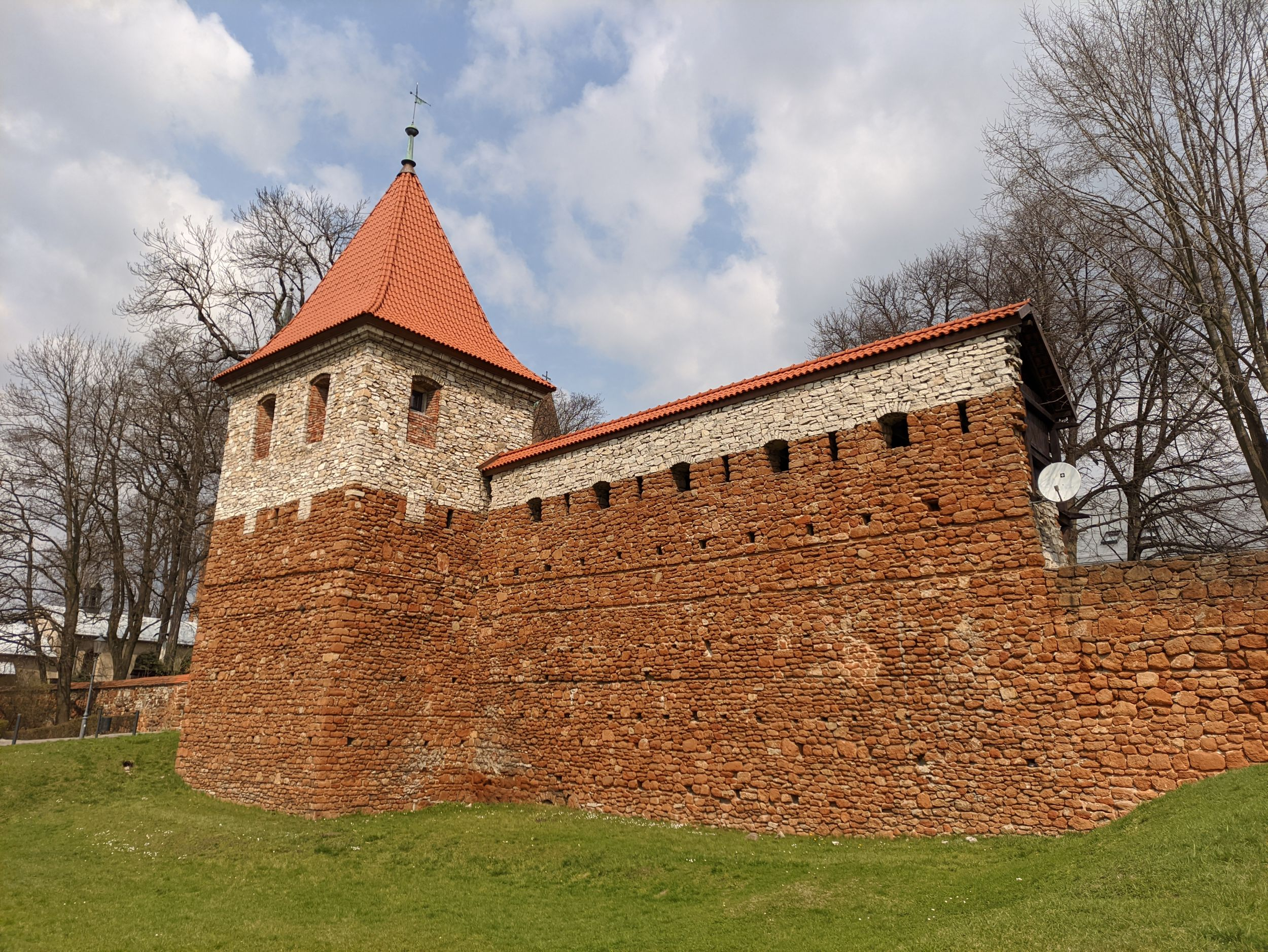
Baszta w Olkuszu
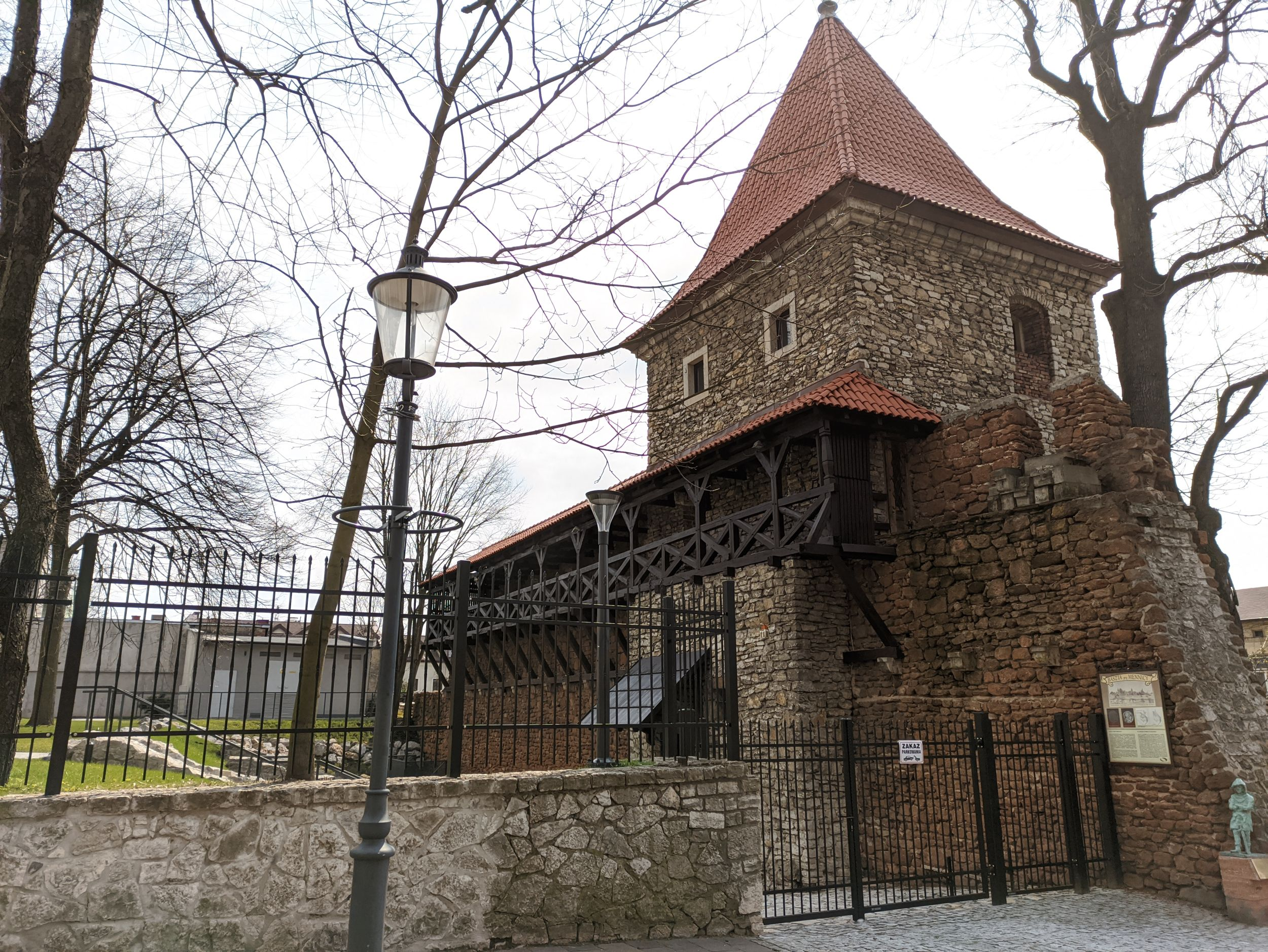
Baszta w Olkuszu